# Otto Günsche
Otto Günsche (n. 24 septembrie 1917, Jena, Imperiul German – d. 2 octombrie 2003, Lohmar, Renania de Nord-Westfalia, Germania) a fost unul dintre aghiotanții lui Adolf Hitler. A deținut gradul de Sturmbannführer în Waffen-SS (echivalentul gradului de maior). 
A fost capturat de sovietici la data de 2 mai 1945. La 2 mai 1956, după exact 11 ani de detenție, a fost eliberat din Penitenciarul Bautzen, aflat în Germania de Est.  